# Albert Fleet
Albert Edward Fleet (16 tháng 6 năm 1880 – 1953) là một cầu thủ bóng đá người Anh thi đấu ở vị trí wing half.